# Merthyr Tydfil
Merthyr Tydfil (in gallese: Merthyr Tudful) è una comunità del Galles meridionale, capoluogo dell'omonimo distretto di contea.

## Geografia umana
Si trova a 37 km a nord di Cardiff. Comunemente chiamata Merthyr, si dice che abbia preso il nome da Tydfil, figlia del re Brychan di Brycheiniog, che secondo la leggenda fu assassinato dai pagani a Merthyr intorno all'anno 480.
Ha una popolazione stimata a metà del 2016 di 44 564 abitanti. Sebbene fosse la città più popolata del paese, attualmente è solo la sua tredicesima area urbana, in ragione della deindustrializzazione che ha colpito le aree di sfruttamento minerario e metallurgico.
Si trova nella storica contea di Glamorgan.

## Cultura

### Istruzione

#### Scuole
A Merthyr Tydfil è presente la Bishop Hedley Catholic High School, intitolata al vescovo cattolico John Hedley.